# Nam-gu, Ulsan
Nam-gu (hangul: 남구, hanja: 	南區), Södra distriktet, är ett stadsdistrikt i staden och provinsen Ulsan  i den sydöstra delen av Sydkorea, 300 km sydost om huvudstaden Seoul.
Distriktet består av den södra delen av centrala Ulsan och delas administrativt in i fjorton stadsdelar: Daehyeon-dong, Dal-dong, Mugeo-dong, Ok-dong, Samho-dong, Samsan-dong, Seonam-dong, Sinjeong 1-dong, Sinjeong 2-dong, Sinjeong 3-dong, Sinjeong 4-dong, Sinjeong 5-dong, Suam-dong och Yaeumjangsaengpo-dong .